# Lepidiota hirsuta
Lepidiota hirsuta är en skalbaggsart som beskrevs av Brenske 1892. Lepidiota hirsuta ingår i släktet Lepidiota och familjen Melolonthidae. Inga underarter finns listade i Catalogue of Life.